# Bing ’n’ Basie
Bing ’n’ Basie – winylowy album z 1972 roku nagrany dla Daybreak Records przez Binga Crosby’ego i Counta Basiego z jego orkiestrą. Album został wydany na płytę CD przez EmArcy Records w 1988 roku.

## Lista utworów
Orkiestrowe utwory zostały nagrane w ciągu trzech dni na przełomie lutego i marca 1972 roku w Amigo Studios w North Hollywood. Crosby dodał swój głos do nagranych utworów podczas trzech sesji 14, 15 i 16 marca 1972 roku w Coast Recorders Studio przy Bush Street w San Francisco.
| Tytuł | Tytuł                     | Długość |
| ----- | ------------------------- | ------- |
| 1.    | „Gentle on My Mind”       | 3:45    |
| 2.    | „Everything Is Beautiful” | 3:19    |
| 3.    | „Gonna Build a Mountain”  | 2:36    |
| 4.    | „Sunrise, Sunset”         | 2:43    |
| 5.    | „Hangin' Loose”           | 2:32    |
| 6.    | „All His Children”        | 3:01    |

| Tytuł | Tytuł                       | Długość |
| ----- | --------------------------- | ------- |
| 7.    | „Put Your Hand in the Hand” | 3:12    |
| 8.    | „Snowbird”                  | 2:56    |
| 9.    | „Little Green Apples”       | 3:15    |
| 10.   | „Sugar, Don't You Know”     | 3:23    |
| 11.   | „Have a Nice Day”           | 2:55    |